# 互动营销
互动营销，指的是一种市场营销的观念，强调从交易为考量基点转向以企业、顾客间沟通为考量基点的演变尝试。

## 定义
虽然互动营销的实践中处处都以网络技术为支撑，但完全不可视之为网络营销的同义替换。记住顾客曾说过什么的能力因着我们能够在线收集客户信息，以及在线与客户沟通了解顾客所想的日渐便捷而逐步增强。

## 互动营销的范例
Amazon.com就是一个采用互动营销的杰出范例。一个Amazon.com的顾客可以通过留下自己的消费偏好信息，而获得符合自己口味书目推荐列表，而这个推荐列表不只依靠于偏好信息，同时也包括顾客最近的购买信息。